# 古川靖洋
古川 靖洋（ふるかわ やすひろ、1962年 - ）は、日本の経営学者。博士（商学）（慶應義塾大学・論文博士・2006年）。関西学院大学総合政策学部教授。

## 略歴・人物
兵庫県神戸市出身。
1981年兵庫県立神戸高等学校卒業、1985年慶應義塾大学商学部卒業。1987年同大学院商学研究科修士課程修了、1992年同博士課程単位取得退学。慶應義塾大では清水龍瑩に師事。
2006年慶応義塾大より博士（商学）の学位を取得。
1989年嘉悦女子短期大学専任講師、1997年助教授。1998年関西学院大学総合政策学部助教授、2003年より教授。学部長などを歴任、2023年より副学長。2007年から2011年まで京都工芸繊維大学特任教授。
専門は経営戦略論、人的資源論、企業評価論など。ホワイトカラーの生産性やテレワークと生産性関連に関する業績が多い。
2016年より、関西学院大学体育会ラグビー部部長。2024年10月、関西学院大学アメリカンフットボール部選手の大麻含有製品とみられるものの所持・使用疑惑に関して、副学長として、記者会見を行った。
父は、1956年メルボルンオリンピック日本代表水泳選手で金メダリストの古川勝である。

## 著書

### 単著
- 『創造的オフィス環境』（千倉書房, 2002年）
- 『情報社会の生産性向上要因』（千倉書房, 2006年）
- 『テレワーク導入による生産性向上戦略』（千倉書房, 2015年）(第5回オフィス関連書籍優秀作品賞作)

### 共著
- （岡本大輔, 佐藤和, 馬塲杉夫）『深化する日本の経営』（千倉書房, 2012年）

### 分担執筆
- （福井幸男）『新時代のコミュニティ・ビジネス』（御茶の水書房, 2006年）
- （土井教之）『ビジネス・イノベーション・システム』（日本評論社, 2009年）
- （小西尚実）『グローバル社会の国際政策』（関西学院大学出版会, 2011年）